# Speil Point
Der Speil Point (englisch, polnisch Przylądek Speila) ist eine Landspitze an der Südküste von King George Island im Archipel der Südlichen Shetlandinseln. Sie liegt auf der Westseite der Keller-Halbinsel und ragt westlich des Flagstaff Hill in das Mackellar Inlet hinein.
Polnische Wissenschaftler benannten sie 1980. Namensgeber ist der polnische Geophysiker Jerzy Speil, der von 1978 bis 1979 auf der Arctowski-Station als Funkkontakt für geologische Feldforschungsteams fungiert hatte.